# Schotter
Een schotter of schutter was in de Nederlandse provincie Zeeland een persoon die losgebroken of verdwaald vee opving en bewaakte. Het was een functionaris die aangesteld werd door de gemeente of de dorpsgemeenschap. In Noord-Holland heette zo'n functionaris Schotvanger; elders ook wel schutter. In Vlaanderen sprak men van prater, in Brabant preter.
Het opgevangen vee werd ondergebracht in een schuthok, ook genoemd schotten of schutte genoemd, een omheind stuk weiland, waar de schotter toezicht hield op het vee. De eigenaar van het vee kon tegen betaling zijn vee terugkrijgen, ook wel vrijkopen genoemd. Het schuthok kon de vorm hebben van een afgebakend stuk weide, een kooi of een overdekte ruimte.
In een Keur van Zeeland uit 1256 wordt het schutten van vee behandeld. In Zierikzee was er tot 1953 nog een actieve schutkooi. Deze werd in het begin van de 21ste eeuw hersteld en is de enige nog overgebleven schutkooi in Zeeland. Plaatsen van vroegere schuthokken of schutkooien zijn vaak nog terug te vinden in veldnamen en straatnamen. Schutter, De Schutter en Schotvanger komen nog voor als familienaam.